# Alan Forney
Alan Michael Forney (født 28. juli 1960 i Beaufort, South Carolina, USA) er en amerikansk tidligere roer.
Forney vandt en sølvmedalje i firer uden styrmand ved OL 1984 i Los Angeles. Jonathan Smith, David Clark og Phillip Stekl udgjorde bådens øvrige besætning. I finalen blev den amerikanske båd besejret af New Zealand, der vandt guld, mens Danmark fik bronze. Det var det eneste OL han deltog i.

## OL-medaljer
- 1984:  Sølv i firer uden styrmand